# Escala Mel

Gràfics d'escala de freqüències Mel versus escala de Hertz

L' escala Mel (del mot melodia) és una escala perceptiva d'altura que els oients consideren iguals en distància entre si. El punt de referència entre aquesta escala i la mesura de freqüència normal es defineix assignant un to perceptiu de 1000 mels a un to de 1000 Hz, 40 dB per sobre del llindar de l'oient. Per sobre d'uns 500 Hz, els intervals cada cop més grans són jutjats pels oients per produir increments de to iguals.
Una fórmula popular per convertir f hertz en m mels és:
{\displaystyle m=2595\log _{10}\left(1+{\frac {f}{700}}\right)}